# Enjoy the Silence
Enjoy the Silence este una dintre cele mai cunoscute piese ale formației britanice Depeche Mode. Piesa a apărut pe albumul Violator, în 1990.

## Lista melodiilor pe Single
Toate cântecele, compuse de Martin Gore. Melodia "Enjoy the Silence (Harmonium)" este interpretată de Martin Gore.
- 1. Enjoy the Silence (Single version) - 4:15
- 2. Memphisto - 4:02
- 3. Sibeling - 3:15
- 4. Enjoy the Silence (Hands and Feet Mix) - 7:18
- 5. Enjoy the Silence (Bass Line) - 7:40
- 6. Enjoy the Silence (Ecstatic Dub) - 5:54
- 7. Enjoy the Silence (Ricki Tik Tik Mix) - 5:27
- 8. Enjoy the Silence (Harmonium) - 2:41

## Muzicieni
- 1. David Gahan - solist vocal, sampler
- 2. Martin Gore - chiatră, backing vocal
- 3. Andrew Fletcher - clape, sampler
- 4. Alan Wilder - clape, baterie, backing vocal, sampler

## Enjoy the Silence '04
Enjoy the Silence 04 este o piesă formației britanice Depeche Mode. Piesă a apărut pe albumul Remixes (81-04), în 2004.

## Lista de cântece pe Single
- 1. Enjoy the Silence (Reinterpreted) - 3:32
- 2. Halo (Goldfrapp Remix) - 4:22
- 3. Enjoy the Silence (Timo Maas Extended Remix) - 8:41
- 4. Enjoy the Silence (Ewan Pearson Remix [Radio Edit]) - 3:33
- 5. Something to Do (Black Strobe Remix) - 7:11
- 6. Enjoy the Silence (Richard X Extended Mix) - 8:22
- 7. Enjoy the Silence (Ewan Pearson Extended Remix) - 8:39
- 8. Clean (Colder Version) - 7:09
- 9. Photographic (Rex the Dog Dubb Mix) - 6:20
- 10. World in My Eyes (Cicada Remix) - 6:18
- 11. Mercy in You (The BRAT Mix) - 7:03

## Muzicieni
- 1. David Gahan - solist vocal
- 2. Martin Gore - backing vocal
- 3. Rob Bourdon - baterie
- 4. Mike Shinoda - chitară electrică, baterie, clape, chitară bas, pian, mixing, producător